# Hydropsyche fulvipes
Hydropsyche fulvipes là một loài Trichoptera trong họ Hydropsychidae. Chúng phân bố ở miền Cổ bắc.